# Forêts tempérées de l'île du Sud
Localisation
Les forêts tempérées de l'île du Sud forment une écorégion définie par le fonds mondial pour la Nature (WWF). Elle couvre une zone de plus de 11 000 kilomètres carrés dans les régions d'Otago et du Southland. Elle appartient à l'écozone australasienne et au biome des forêts tempérées décidues et mixtes. 